# Ekofeminism
Ekofeminism är en social och politisk rörelse som betonar den gemensamma grunden för miljörörelsen och feminismen. Den som först sägs ha introducerat begreppet var den franska feministen Françoise d'Eaubonne i sin bok Le Féminisme ou la Mort från 1974. Hennes syfte med att skapa ordet var att publicera potentialen för miljörörelser, och att uppmuntra kvinnor att starta en ekologisk revolution. Hon förutspådde att revolutionen skulle skapa ett inspirerande förhållande mellan människan och naturen, män och kvinnor.
I Sverige används begreppet bland annat inom Miljöpartiet. En som var väldigt tidig med de idéer som kännetecknar ekofeminismen är Elin Wägner, som sammanfattade sina tankar om kopplingen mellan ekologi, fred och kvinnors rättigheter i boken Väckarklocka från 1941.
Ekofeminismens huvudtes är att det finns en koppling mellan förtryck av kvinnor och förtryck av naturen och djuren. Det ena leder till det andra, och vice versa. 

## Kända ekofeminister
- Vandana Shiva
- Elisabeth Hermodsson
- Rosemary Radford Ruether
- Maria Suutala, finsk idéhistoriker
- Sallie McFague

## Böcker om ekofeminism
- Maria Suutala: Kvinnor och andra djur. Sahlgren 1997 ISBN 952-9543-73-5
- Introduktion till ekofeminism, av Lotta Hedström, Miljöpartiet. Boken är utgiven av Cogito (2007). Libris 10463227